# Urania (1893)
Крейсер «Уранія» (італ. Urania) — торпедний крейсер типу «Партенопе» Королівських ВМС Італії кінця XIX століття; 

## Історія створення
Крейсер «Уранія» був закладений 16 лютого 1889 року на верфі «Cantieri navali Odero» у місті Генуя. Спущений на воду 18 червня 1891 року, вступив у стрій 21 липня 1893 року.

## Історія служби
Після вступу у стрій корабель брав участь у маневрах флоту 1893 року, на яких відпрацьовувались дії на випадок французької атаки на італійський флот.
У 1895 році крейсер «Уранія» разом з більшістю інших торпедних крейсерів був включений до складу 2-го Морського департаменту, який відповідав за ділянку узбережжя від Неаполя до Таранто.
У 1897 році крейсер був включений до складу 2-ї Ескадри. Ця ескадра несла активну службу протягом 3 місяців на рік, решту часу перебувала у резерві зі скороченим екіпажем.
Корабель не брав участі у бойових діях під час італійсько-турецької війни. У січні 1912 року він був виключений зі складу флоту і незабаром проданий на злам.